# Dino Boscarato
(Dino Boscarato sulla nascita della "Tavola all'Amelia")
Dino Boscarato (Conegliano, 5 maggio 1928 – Mestre, 18 marzo 2004) è stato un imprenditore italiano.
Attivo nel campo della ristorazione coniugata allo sviluppo culturale, il suo nome si lega in particolare al ristorante "All'Amelia" di Mestre; è inoltre ricordato per la sua lunga presidenza delle associazioni nazionale e internazionale dei sommelier.

## Biografia
(Mara De Lucia Boscarato, moglie di Dino)

### I primi anni
Dino Boscarato nasce il 5 maggio 1928 a Conegliano, figlio di Ottavio e Luigia Salamon, ultimo di quattro figli dopo Genny, Antonio e Tarcisio.
Trascorre l’infanzia tra Conegliano e San Vito di Cadore, dove il padre, rappresentante di liquori, prende in gestione l’albergo Cima Belprà. Nel 1943 Ottavio muore e Dino aiuta la madre nella gestione dell’albergo, costruendo le basi della sua futura vocazione all’ospitalità. Nel frattempo frequenta il liceo a Borca di Cadore e consegue il diploma di maturità.
Successivamente, rileva lo Chalet al Lago e gestisce contemporaneamente un albergo a San Vigilio di Marebbe, facendo la spola in auto tra le due gestioni la notte, appena terminato il lavoro allo Chalet. In questo periodo si fa conoscere e apprezzare per le sue doti nell’ambito dell’accoglienza da parte della cittadinanza locale.
Si iscrive all’università, dove vuole studiare ingegneria, ma scopre rapidamente che non è la sua vocazione. Pensa di emigrare in Germania, ma le trattative che aveva aperto per una gelateria non vanno a buon fine, quindi si orienta verso la terraferma veneziana, dove trova l’occasione di rilevare una trattoria con stallo di cavalli, gestita in Mestre da una signora di nome Amelia. La nuova apertura da parte di Dino Boscarato risale al 1º ottobre 1961 e il ristorante mantiene il nome della vecchia proprietaria: trattoria dall’Amelia.

### La trattoria dall'Amelia e il premio
(La cassiera dell'Amelia a Dino Boscarato)
La trattoria dall’Amelia diviene in pochi anni un riferimento della gastronomia veneta e del mondo culturale dell’entroterra veneziano, facendo di Dino Boscarato, nella definizione di Ivo Prandin, un «ristoratore raffinato e amico degli artisti». Risale al 1965 la prima edizione del “Premio Amelia” promosso dalla «Tavola all’Amelia», un cenacolo di intellettuali e artisti veneti che si riuniva periodicamente presso il ristorante; il riconoscimento è stato attribuito a molte tra le più illustri personalità del mondo dell’arte, della musica, della scienza e della letteratura. Tra i molti nomi si ricordano qui almeno quelli di Pier Paolo Pasolini, Andrea Zanzotto, Dino Buzzati, Giuseppe Sinopoli, Claudio Magris, Carlo Rubbia, Zoran Mušič, Oscar Niemeyer, Uto Ughi e Josif Brodskij. Il 29 gennaio 1983 Giuseppe Maffioli inaugurerà un'altra importante iniziativa culturale dell’Amelia di Mestre, denominata “A tavola con l’Autore”, tra le prime proposte in Italia di presentazione letteraria durante una cena studiata a tema. Per molti anni sarà un appuntamento culturale di rilievo e passeranno per l’Amelia oltre 100 importanti autori italiani e internazionali, tra i quali Enzo Biagi, Alberto Moravia, Vittorio Gassmann, Isabel Allende, Mario Soldati, Giovanni Spadolini.
Nel 1966, presso la chiesa di San Vito di Cadore, Dino Boscarato sposa Mara de Lucia, allora ventitreenne, di famiglia veneziana trapiantata a Mestre, che in quegli anni abitava «quasi vis-à-vis con la trattoria»; la coppia darà alla luce due figli, Marco e Diego.
Dopo il matrimonio, la moglie Mara collabora alla vita del locale, occupandosi anche della pasticceria. Il ristorante partecipa con successo a vari concorsi di cucina in auge all’epoca (Oscar della Cucina, Cuoco d’oro, Fogher d’oro, Padella d’oro), conseguendo numerosi riconoscimenti: tra gli altri, ben tre attestati di benemerenza dell’Accademia Italiana della Cucina, il trofeo dell’Expo CT di Milano nel 1975.
Nel 1976 Boscarato partecipa su Rai 1 al programma televisivo “A tavola alle 7” al fianco di Luigi Veronelli, chiamato a spiegare la ricetta delle sarde in saor.
Viaggia in Italia e all’estero per rappresentare la cucina veneta in numerose occasioni: a Roma, Milano, Genova, in Canada, a Parigi, tre volte a New York (1986, 1988 e 1991), Houston, Bordeaux su incarico dell’Istituto Italiano per il Commercio con l’Estero all’esposizione internazionale del vino nel 1989 e 1991.
Intanto, passano all’Amelia personaggi famosi del mondo dell’arte, dello spettacolo, della politica, tutti amanti dell’ottima cucina: il presidente Sandro Pertini, Giorgio De Chirico, Renato Guttuso, Jorge Luis Borges, Evgenij Evtusenko, Ezra Pound, Aldo Palazzeschi, Maria Callas, Walt Disney e tanti altri.
Nel 1981 Boscarato diventa presidente dell’Associazione Italiana Sommelier, all’epoca unica associazione professionale riconosciuta nell’ambito del servizio. Ne sarà presidente italiano per nove anni. Nel 1987 diventa anche presidente dell’Associazione Internazionale Sommelier, che raggruppa tutte le delegazioni mondiali, per i tre anni di mandato. A quegli anni risalgono altri importanti servizi offerti dal ristorante, al papa Giovanni Paolo II in visita a Lorenzago di Cadore e incaricato dal governo italiano per l’allestimento dei servizi per il Summit dei 7 maggiori paesi industrializzati a Venezia.

### Gli ultimi anni
(Dino Boscarato)
Al termine dell’esperienza nel mondo del vino, Boscarato tenta l’espansione a Venezia, rilevando tre diversi locali nel centro storico. L’esperienza non trova però il successo sperato.
Negli anni novanta la salute comincia a diventare problematica, e Dino Boscarato si ritrova per molti mesi costretto a letto per una malattia proprio al culmine dell’avventura veneziana. Negli anni successivi, complice un enfisema polmonare, avviene il graduale ritiro.
Muore a Mestre il 18 marzo 2004.
Nel 2005 esce una raccolta di poesie, Parole di senso incompiuto (Panda Edizioni), a firma di Marco Boscarato, nella quale si leggono i versi dedicati al padre Dino, da poco scomparso:
lì nella stanza, come se ci fossi.
 
E' così tenue poi il tuo brusio respiro

(hai preso sonno sul tavolo d'ufficio!)

E la tua voce che commuove: "Mara!"

che inutilmente stai implorando ossigeno...

Papà

sei un rumore

di fondo

tenerissimo

che risuona.

Un eco

profondo

nello spazio infinito dentro me.»
(Marco Boscarato, A mio Padre - aprile 2004)

## Vincitori del premio “Amelia”
Sono di seguito elencati i vincitori del premio "Amelia" tra 1965 e 2007; nel 2006, a due anni dalla scomparsa di Dino, la stessa "Tavola All'Amelia" ha dedicato un dettagliato volume ai vincitori fino al 2005, contenente le motivazioni dei premi, con testimonianze fotografiche e documentarie:
- 1965: Luciano Anceschi e Virgilio Guidi
- 1966: Antonio Barolini
- 1967: Giovanni Barbisan e Sylvano Bussotti
- 1968: Pier Paolo Pasolini
- 1969: Andrea Zanzotto
- 1970: Dino Buzzati
- 1971: Giorgio Barberi Squarotti
- 1972: Giuseppe Berto
- 1973: Leonardo Sciascia
- 1974: Enzo Biagi
- 1975: Biagio Marin
- 1976: Carla Fracci
- 1977: Gianandrea Gavazzeni
- 1978: Neri Pozza
- 1979: Carlo Lizzani

- 1980: Uto Ughi
- 1981: Cesare Musatti
- 1982: Goffredo Parise
- 1983: Geno Pampaloni
- 1984: Giuseppe Sinopoli
- 1985: André Chastel
- 1986: Margherita Hack
- 1987: Zoran Mušič
- 1988: Adam Wandruszka
- 1989: Gino Valle
- 1990: Josif Brodskij
- 1991: Mario Brunello
- 1992: Pier Maria Pasinetti
- 1993: Carlo Rubbia

- 1994: Oscar Niemeyer
- 1995: Fulvio Tomizza
- 1996: Gaetano Cozzi
- 1997: Sergio Romano
- 1998: Mario Rigoni Stern
- 1999: Ottavio Missoni
- 2000: Moni Ovadia
- 2001: Ermanno Olmi
- 2002: Claudio Magris
- 2003: Vittore Branca
- 2004: Milena Vukotic
- 2005: Giancarlo Ligabue
- 2006: Maurizio Scaparro
- 2007: Alvise Zorzi